# Eliezer Sherbatov
Eliezer Sherbatov (* 9. října 1991, Rechovot, Izrael) je hokejista izraelského původu, který vyrůstal v Kanadě. Aktuálně hraje slovenskou hokejovou ligu za HC Košice. Proslavil se svým gólem na MS 3. divize v dubnu 2011 v Kapském Městě do sítě Řecka. Sherbatov se řítil na brankáře, pustil si puk mezi nohama, vyhodil ho do vzduchu a ještě před dopadem ho stihl poslat za záda brankáře. Sherbatov dal v tomto utkání celkem 7 branek.

## Klubové statistiky
| Sezona              | Klub                           | Soutěž              | Základní část | Základní část | Základní část | Základní část | Základní část | Play off | Play off | Play off | Play off | Play off |
| Sezona              | Klub                           | Soutěž              | Z             | G             | A             | B             | TM            | Z        | G        | A        | B        | TM       |
| ------------------- | ------------------------------ | ------------------- | ------------- | ------------- | ------------- | ------------- | ------------- | -------- | -------- | -------- | -------- | -------- |
| 2004-05             | HC Metula                      | Izrael              | 0             | 0             | 0             | 0             | —             | —        | —        | —        | —        | —        |
| 2005-06             | HC Metula                      | Izrael              | 0             | 0             | 0             | 0             | —             | —        | —        | —        | —        | —        |
| 2006-07             | HC Metula                      | Izrael              | 0             | 0             | 0             | 0             | —             | —        | —        | —        | —        | —        |
| 2008-09             | HC Metula                      | Izrael              | 0             | 0             | 0             | 0             | —             | —        | —        | —        | —        | —        |
| 2008-09             | Laval-Bourassa Rousseau Sports | QMAAA               | 45            | 29            | 32            | 61            | 30            | 18       | 15       | 3        | 18       | 14       |
| 2009-10             | Montréal Juniors               | QMJHL               | 62            | 12            | 18            | 30            | 12            | 7        | 1        | 3        | 4        | 2        |
| 2010-11             | Montréal Juniors               | QMJHL               | 37            | 3             | 6             | 9             | 17            | —        | —        | —        | —        | —        |
|                     | Baie-Comeau Drakkar            | QMJHL               | 21            | 3             | 3             | 6             | —             | —        | —        | —        | —        | —        |
| 2011-12             | HC Neuilly-sur-Marne           | Ligue Magnus        | 24            | 6             | 8             | 14            | 12            | —        | —        | —        | —        | —        |
| QMAAA celkem        | QMAAA celkem                   | QMAAA celkem        | 45            | 29            | 32            | 61            | 30            | 18       | 15       | 3        | 18       | 14       |
| QMJHL celkem        | QMJHL celkem                   | QMJHL celkem        | 120           | 18            | 27            | 45            | 29            | 7        | 1        | 3        | 4        | 2        |
| Ligue Magnus celkem | Ligue Magnus celkem            | Ligue Magnus celkem | 24            | 6             | 8             | 14            | 12            | —        | —        | —        | —        | —        |

### Reprezentační statistiky
| 2005              | Izrael 18         | MS 18 D3          | 5  | 4  | 5  | 9  | 4  |
| 2006              | Izrael 18         | MS 18 D3          | 5  | 6  | 8  | 14 | 8  |
| 2008              | Izrael 18         | MS 18 D2          | 5  | 2  | 2  | 4  | 8  |
| 2010              | Izrael            | MS D2             | 5  | 3  | 3  | 6  | 12 |
| 2011              | Izrael            | MS D3             | 4  | 14 | 12 | 26 | 0  |
| 2012              | Izrael            | MS D2B            | 5  | 9  | 5  | 14 | 0  |
| Mistrovství světa | Mistrovství světa | Mistrovství světa | 14 | 26 | 20 | 46 | 12 |